# Публій Валерій Фальтон
Пу́блій Вале́рій Фальто́н (лат. Publius Valerius Falto; ? — після 238 до н. е.) — політичний, державний та військовий діяч часів Римської республіки, консул 238 року до н. е.

## Життєпис
Походив з давнього і впливового патриціанського роду Валеріїв. Син Квінта Валерія Фальтона. Когномен Фальтон має ймовірно етруське походження. За припущеннями в діда Публія Валерія був когномен Поплікола.
238 року до н. е. його було обрано консулом разом з Тиберієм Семпронієм Гракхом. Імовірно йому допоміг бути обраним його брат Квінт, який був консулом у 239 році до н. е. Під час консульського терміну Публій Валерій за жеребом отримав командування римськими легіонами проти бойїв у Цизальпінскій Галлії, які повстали проти римської республіки після 50 років замирення. Першу битву він програв, загинуло близько 3500 римських вояків, йому послали на допомогу претора з військами, але не чекаючи їх, він напав на бойїв і вщент розгромив їх, було вбито 14 тисяч бойських вояків, а 2 тисячі взято в полон. Втім римський сенат відмовив йому в тріумфі через негативний результат першої битви.
З того часу про подальшу долю Публія Валерія Фальтона згадок немає.